# Lesnoj (obwód smoleński)
Lesnoj (ros. Лесной) – osiedle typu wiejskiego w zachodniej Rosji, w osiedlu wiejskim Borkowskoje rejonu diemidowskiego w obwodzie smoleńskim.

## Geografia
Miejscowość położona jest nad rzeką Jelsza, 1 km od drogi regionalnej 66N-0506 (Prżewalskoje – Jewsiejewka), 7,5 km od centrum administracyjnego osiedla wiejskiego (Żeruny), 48 km od centrum administracyjnego rejonu (Diemidow), 94 km od stolicy obwodu (Smoleńsk), 61 km od granicy z Białorusią.
W granicach miejscowości znajdują się ulice: Bieriegowaja, Jelszanskaja, Kłubnaja, Lesnaja.

## Demografia
W 2010 r. miejscowość zamieszkiwało 75 osób.

## Historia
W czasie II wojny światowej od lipca 1941 roku dieriewnia była okupowana przez hitlerowców. Wyzwolenie nastąpiło we wrześniu 1943 roku.